# Hermann Bondi
Hermann Bondi, född 1 november 1919 i Wien, död 10 september 2005 i Cambridge, var en namnkunnig österrikisk-brittisk matematiker och kosmolog, som bidrog till utvecklingen inom allmän relativitetsteori. Han blev brittisk medborgare 1946.

## Akademiska bedrifter
Efter ungdomsåren i Wien studerade han på inrådan av Arthur Eddington vid Trinity College på Universitetet i Cambridge från 1937. Under andra världskriget blev han internerad liksom Thomas Gold fram till slutet på 1941 och kom därefter att arbeta med Fred Hoyle inom radarutveckling. Mellan åren 1945 och 1954 var han tillbaka i Cambridge som föreläsare i matematik.
Han utnämndes till professor vid King's College London 1954, där han blev Professor emeritus 1985. Under denna tid var han även sekreterare för Royal Astronomical Society (1956–1964). Generaldirektör för European Space Research Organisation (1967–71). Från 1983 till 1990 blev Bondi Master för Churchill College i Cambridge.
Bondi är troligen mest känd för att 1948 tillsammans med Hoyle och Gold ha formulerat Steady state-teorin som alternativ till en Big Bang för universum. Som teorin var formulerad kunde den inte tillfredsställande förklara uppkomsten av den kosmiska mikrovågsbakgrunden, trots senare revisioner av den ursprungliga teorin.
Andra arbeten inom allmän relativitetsteori rörde bland annat exakta lösningar till Einsteins fältekvationer och ackretionsskivor runt massiva celesta objekt. Bondi gjorde även i sin Cosmology (1960) ett inlägg i diskussionerna runt Olbers paradox.
Bondi var tillika en av initiativtagarna till det öppna brev signerat av 34 företrädare för alternativ till Big Bang-studier, som publicerades i New Scientist den 22 maj 2004.  Därefter har flera hundra ytterligare underskrifter tillkommit.

## Andra uppdrag och utmärkelser
- Chief Scientific Adviser till Ministry of Defence (1971–1977)
- Chief Scientific Adviser till UK Energidepartment (1977–1980)
- Ordförande för Brittiska forskningsrådet för naturmiljön (NERC) (1980–1984)
- Ordförande  för Sällskapet för forskning om högre utbildning i UK (1981–1997)
- Ordförande i Storbritanniens humanistiska förbund, British Humanist Association (2013–2016)
- Fellow av Royal Society 1959
- Knight Commander of the Bath 1973
- Einstein Societys guldmedalj 1983
- Institute of Mathematics and its Applications’ guldmedalj 1988
- G.D. Birla International Award for Humanism 2001
- Royal Astronomical Societys guldmedalj 2001
- Asteroiden 8818 Hermannbondi är uppkallad efter honom.[16]

## Personliga förhållanden
Bondi var född av judiska föräldrar, men sade sig ”aldrig ha känt behovet av religion”. Han var en aktiv sekulär humanist och var åren 1982 till 1999 IHEU-anslutna British Humanist Associationens president samt tillika president för Rationalist Press Association från 1982. 
Hermann gifte sig 1947 med Christine, som hade varit en av Hoyles forskarstudenter och liksom han själv aktiv i den humanistiska rörelsen. Paret fick två söner och tre döttrar.